# Gasela de Soemmerring
La gasela de Soemmerring (Nanger soemmerringii) és una espècie de gasela que viu a l'àrea que va de la Banya d'Àfrica al Sudan, amb una població especialment nombrosa a Etiòpia. El seu hàbitat inclou planúries i turons rics en herba.

## Taxonomia i evolució
El nom científic de la gasela de Soemmerring és Nanger soemmerringii. Antigament considerada membre del gènere Gasela dins del subgènere Nanger abans que Nanger fos elevat a l'estatus de gènere, la gasela de Soemmerring és un dels membres del gènere Nanger i es classifica dins de la família Bovidae. L'espècie va ser descrita i donada el seu nom binomi pel zoòleg suec Philipp Jakob Cretzschmar a In Rüppell, Atlas zu der reise im nördlichen Afrika ("Atles dels viatges de Rüppell al nord d'Àfrica"; 1826–28) l'any 1828. La gasela de Soemmerring rep el seu nom a partr del treball anatòmic del científic alemany Samuel Thomas von Sömmerring.
La gasela de Soemmerring està més relacionada genèticament amb la gasela de Grant (N. granti) i la gasela de Thomson (Eudorcas thomsonii), sent la gasela de Soemmering el parent més proper de les dues espècies.
N'existeixen tres subespècies:
- Nanger soemmeringii berberana N. s. berberana) (Matschie, 1893)
- Nanger soemmeringii soemmeringii (N. s. soemmeringii) (Cretzschmar, 1828)
- Nanger soemmeringii butteri N. s. butteri) (Thomas, 1904)

La població de nana de l'illa Dahlak Kebir també podria qualificar-se com a subespècie.

## Descripció
La gasela de Soemmerring és una gasela alta amb els flancs marrons, que es van tornant blanques al ventre i llargues banyes negres. Fan uns 75-90 cm a l'espatlla i pesen entre 35 i 45 kg 
L'aspecte exterior de les gaseles de Soemmerring i de Grant és tan semblant, i sovint es confonen entre si on els seus rangs es superposen.